# 보리스 유가이

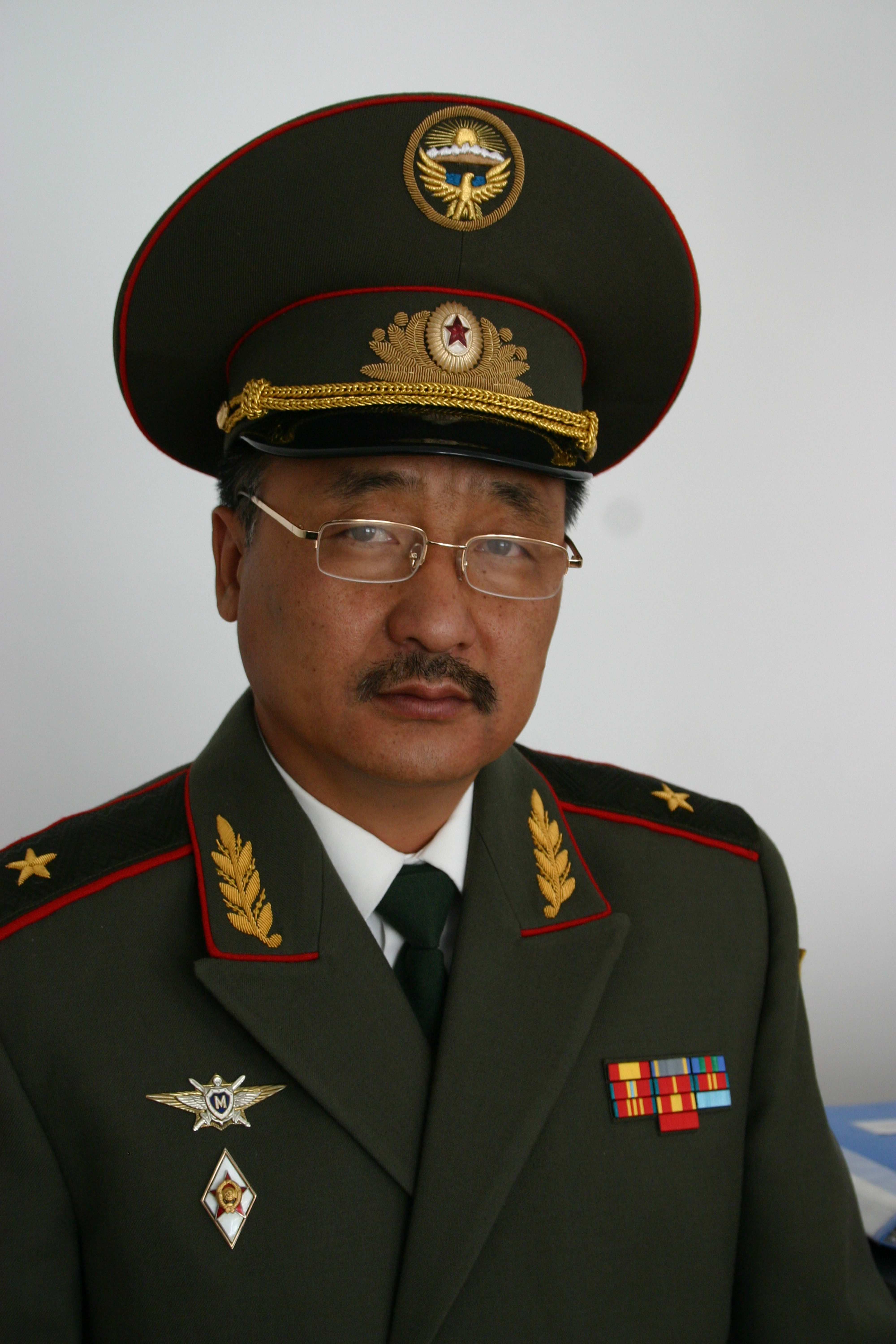
보리스 유가이

보리스 유가이(러시아어: Борис Александрович Югай 보리스 알렉산드로비치 유가이[*], 1957년 11월 15일 - 2010년 3월 12일)는 소련과 키르기스스탄의 군인이다. 키르기스스탄군 총참모장이었고 키르기스스탄 육군 소장이다.

## 약력
그는 카자흐 소비에트 사회주의 공화국의 잠불 주 쿠르다이스키 군 게오르기옙카 촌에서 고려인 부모 사이에서 태어났다. 
1979년에 레닌그라드 고등포병지휘학교를 졸업하였다. 1980년 ~ 1982년에 아프간 전쟁에 소련군 군인으로서 참전하였다. 2002년 10월부터 키르기스스탄 국방차관, 2007년 3월 14일에는 참모총장 겸 국방제1차관에 임명되었다.